# Fortaleza de Trinchera
La Fortaleza de Trinchera es un sitio arqueológico del Perú ubicado en el distrito de Patambuco, en el departamento de Puno.

## Ubicación
Se encuentra a una hora de camino desde el pueblo de Patambuco. Está a una altitud de aproximadamente 4200 metros sobre el nivel del mar.

## Descripción
Es un conjunto de habitaciones pre-incaicas alrededor de 500 sobre una superficie total de 120.000 metros cuadrados.

## Interpretaciones
La fortaleza fue estudiada en 2010 por el arqueólogo Helard Ricardo Conde Villavicencio y por el investigador italiano Yuri Leveratto. Según el arqueólogo Helard Ricardo Conde Villavicencio esta estructura fue construida en la época post-Tiwanaku alrededor del 1300 después de Cristo. Pertenece entonces a la época de los reinos independientes. Ricardo Conde Villavicencio opina que la población de Trinchera pueda haber llegado a las 1500 personas. Probablemente eran guerreros eso se deduce de los grandes muros puestos para defender la ciudad de ataques de pueblos hostiles.